# Støvhvirvel
En støvhvirvel (på dansk også kendt som en høtyv eller under den engelske betegnelse dust devil) er en lokal hvirvelvind, der opstår når jordoverfladen opvarmes kraftigt. Den varme luft vil stige til vejrs, hvilket i fagsproget kaldes for termik. Lokale ujævnheder i landskabet, f.eks. bakker, eller ligende, kan bevirke at den opstigende varme luftstrøm begynder at rotere. Dette skaber en søjle af roterende opstigende varm luft, der kan strække sig et par hundrede meter op i atmosfæren.
Støvhvirvler kan ligne små tornadoer, men er langtfra så intense, men virkeligt kraftige støvhvirvler kan forårsage lettere skade på bygninger og natur.
I Danmark ser man ofte støvhvirvler over nyligt høstede marker, hvor de kan smide rundt med halm, og andre lette genstande (derfra formentlig øgenavnet høtyv), de har dog sjældent vinde over kulingstyrke, så de udgør en minimal trussel for levende væsener.